# Rhoananus hypochlorus
Rhoananus hypochlorus är en insektsart som beskrevs av Franz Xaver Fieber 1869. Rhoananus hypochlorus ingår i släktet Rhoananus och familjen dvärgstritar. Inga underarter finns listade i Catalogue of Life.